# Dukaczew
Dukaczew – wieś w Polsce, położona w województwie łódzkim, w powiecie skierniewickim, w gminie Nowy Kawęczyn.
| SIMC    | Nazwa    | Rodzaj    |
| ------- | -------- | --------- |
| 0734216 | Marianka | część wsi |

W latach 1975–1998 wieś administracyjnie należała do województwa skierniewickiego.